# Новые Пермиси
 Новые Пермиси  — посёлок в Большеберезниковском районе Мордовии в составе Пермисского сельского поселения.

## География
Находится на расстоянии примерно 16 километров по прямой на юго-запад от районного центра села Большие Березники.

## История
Основан в 1922 году. В 1931 году учтено 33 двора.

## Население
| 2002 | 2010 |
| ---- | ---- |
| 30   | ↘7   |

Постоянное население составляло 30 человек (мордва-эрзя 100 %) в 2002 году, 7 в 2010 году.